# 821 (numero)
Ottocentoventuno (821) è il numero naturale dopo l'820 e prima dell'822.

## Proprietà matematiche
- È un numero dispari.
- È un numero primo.
  - È un numero primo di Eisenstein.
  - È un numero primo di Chen.
- È parte delle terne pitagoriche (429, 700, 821), (821, 337020, 337021).
- È un numero palindromo e un numero ondulante nel sistema di numerazione posizionale a base 12 (585).
- È un numero nontotiente (in quanto dispari e diverso da 1).
- È un numero intero privo di quadrati.
- È un numero congruente.
- È un numero malvagio.
- È un numero poligonale centrale.

## Astronomia
- 821 Fanny è un asteroide della fascia principale.
- NGC 821 è una galassia ellittica della costellazione dell'Ariete.

## Astronautica
- Cosmos 821 (vettore Voschod) è un satellite artificiale russo.

## Altri ambiti
- IAR 821 era un aereo agricolo monomotore prodotto in Romania.
- FS 821 sono state un gruppo di locomotive delle Ferrovie dello Stato italiane (FS).
- La E821 è strada in Italia.
- Route nationale 821 (Eure-et-Loir - Loir-et-Cher - Sarthe) è una strada statale in Francia.
- March 821 fu un'automobile da competizione di Formula 1, con motore Ford Cosworth DFV.